# لويس نانشوف
لويس نانشوف (بالإنجليزية: Louis Nanchoff) هو لاعب كرة قدم أمريكي في مركز الوسط، ولد في 13 مايو 1956 في رسنه في مقدونيا الشمالية. شارك مع منتخب الولايات المتحدة لكرة القدم. أما مع النوادي، فقد لعب مع أتلانتا تشيفز.